# Шиловський Віктор Костянтинович
Віктор Костянтинович Шиловський (рос. Виктор Константинович Шиловский; нар. 12 (25) липня 1911, Юзівка — пом. 25 жовтня 1973, Москва) — радянський футболіст і тренер. Правий напівсередній нападник, відомий виступами за «Динамо» (Київ). Один з найрезультативніших нападників Радянського Союзу другої половини 1930-х років, найкращий бомбардир «Динамо» довоєнних років. Грав за збірну Радянського Союзу. Срібний призер чемпіонату СРСР 1936 (весна). Майстер спорту СРСР. Головний тренер «Динамо» (Київ) у 1957—1958 роках.

## Життєпис
У футбол почав грати 1928 року в Юзівка (тодіщня назва Донецька) в командах Клубу ім. Леніна металургійного заводу. У 1930—1932 — в команді «Металісти» (Сталіно), 1933 — «Динамо» (Сталіно), 1934 (до липня) — «Динамо» (Дніпропетровськ).
Від серпня 1934 до червня 1941 — в «Динамо» (Київ). Після початку війни 1941 року грав за «Сталь» (Сталіно), 1942 — в команді піхотного училища м. Володимира. Від липня 1943 до 1944 року — в ЦБЧА (Москва). У 1945 — в команді Групи радянських військ у Німеччині (ГРВН). У 1946—1947 — в «Харчовику» (Москва).
У вищій лізі СРСР провів 81 гру, забив 31 м'яч (ще 4 гри та 2 м'ячі невраховано) у 1936—1941 роках за «Динамо» (Київ). Найкращий бомбардир клубу в першості 1939 — 15 голів. У сезоні 1940 був капітаном команди.
Грав за збірну міста Сталіна в 1930—1933, Донбасу — 1931—1933 (4 ігор, 2 м'ячі у чемпіонаті СРСР 1932), Дніпропетровська — 1934, Києва — 1935—1940 (5 ігор, 2 м'ячі у чемпіонаті СРСР 1935), УРСР — 1934—1939, ПСТ «Динамо» (СРСР) — 1933.
Учасник переможної гри збірної УРСР зі збірною клубів Туреччини 1934 року, поїздки збірної УРСР до Франції 1935 року (у поєдинку з командою «Ред Стар» (6:1) забив 3 голи), переможного матчу київського «Динамо» зі збірною клубів Туреччини 1936 року, гри «Динамо» (Київ) та «Спартака» (Москва) зі збірною Басконії 1937 року. У складі «Спартака» брав участь у Всесвітній робітничій олімпіаді в Антверпені 1937 (2 гри, 1 м'яч) та Кубку світу серед робітничих команд у Парижі 1937 (1 гра), в обох турнірах радянська команда стала чемпіоном.
Входив до складу збірної Радянського Союзу. 1935 року провів 6 неофіційних матчів, забив 2 голи (офіційні ігри збірна СРСР почала проводити тільки 1952 року).

### Досягнення
- 2 місце в чемпіонаті СРСР: 1936 (весна)
- 3 місце в чемпіонаті СРСР: 1932 (серед команд міст і регіонів), 1937
- чемпіон УРСР: 1936
- Кубок УРСР: 1937, 1938
- Чемпіон Москви 1944
- переможець Всесвітньої робітничої олімпіади в Антверпені: 1937
- переможець Кубка світу серед робітничих команд у Парижі: 1937

У списку 55 найкращих футболістів Радянського Союзу 1938 року був під №2 на своїй позиції. До неофіційних списків 33 найкращих, укладених у 1980-х, увійшов під №3 (1936), №2 (1937, 1938), №3 (1939).

### Тренерська діяльність
У 1948—1949 — головний тренер «Дзержинця» (Нижній Тагіл), у 1950—1955 — головний тренер команди м. Серпухова. 1956 року і 1959 (до липня) — тренер «Динамо» (Київ), 1957—1958 — головний тренер «Динамо» (Київ).
1967 року — головний тренер «Сатурна» (Раменське). Тренував низку юнацьких команд у Москві та Підмосков'ї.